# Денис Шполярич
Денис Шполярич  (хорв. Denis Špoljarić, 20 серпня 1979) — хорватський гандболіст, олімпійський чемпіон.

## Виступи на Олімпіадах
| Олімпіада  | Дисципліна | Місце |
| ---------- | ---------- | ----- |
| Афіни 2004 | гандбол    | 1     |